# Tristaniopsis microcarpa
Tristaniopsis microcarpa är en myrtenväxtart som beskrevs av Peter Shaw Ashton. Tristaniopsis microcarpa ingår i släktet Tristaniopsis och familjen myrtenväxter.

## Underarter
Arten delas in i följande underarter:
- T. m. corymbosa
- T. m. microcarpa